# Stella vagabonda blu

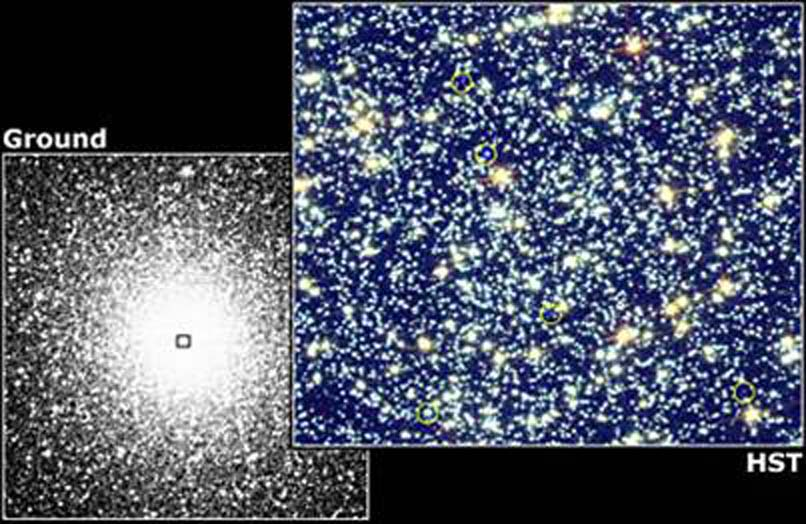
Immagine del Telescopio spaziale Hubble che mostra 47 Tucanae e un particolare del suo nucleo. Cliccando sull'immagine si notano, evidenziate da cerchietti, alcune vagabonde blu.

Una stella vagabonda blu (in inglese blue straggler) è un tipo di stella piuttosto rara, situata in un ammasso aperto o in un ammasso globulare, che è più calda e più blu delle altre stelle dell'ammasso che hanno la stessa luminosità. 

## Caratteristiche
Queste stelle insolite possiedono, rispetto alle altre stelle dell'ammasso di appartenenza, una diversa posizione sul diagramma H-R. Le vagabonde blu sembrano violare le teorie standard dell'evoluzione stellare, secondo le quali tutte le stelle nate nello stesso momento dovrebbero trovarsi lungo una curva ben definita del diagramma H-R, e la loro posizione sulla curva dovrebbe essere determinata unicamente dalla loro massa. Poiché le vagabonde blu si trovano spesso ben al di fuori di questa curva (da qui il nome di vagabonde), potrebbero aver avuto un'evoluzione stellare anomala.
Allan Sandage fu il primo a notare una stella di questo tipo, verso la fine degli anni cinquanta, osservando l'ammasso globulare M3. Il contrasto tra la stella blu, apparentemente giovane, e le circostanti stelle vecchie e rosse era evidente.

## Possibile spiegazione
La causa del vagabondaggio non è conosciuta con sicurezza, ma l'ipotesi più accreditata è che le vagabonde blu siano originate da stelle che si sono fuse tra loro, in seguito ad una collisione oppure da stelle binarie precipitate l'una nell'altra. L'unione di due stelle creerebbe una singola stella con una massa più grande, rendendola più calda e luminosa delle altre stelle di età simile. Se questa teoria fosse corretta, le vagabonde blu non sarebbero più un problema per la teoria dell'evoluzione stellare: la stella risultante avrebbe una quantità maggiore di idrogeno nel suo nucleo, facendola comportare proprio come una stella più giovane.
Ci sono alcune prove a sostegno di questa teoria, la più convincente delle quali è che le vagabonde blu sembrano comuni soprattutto nelle regioni più dense degli ammassi, specialmente nel nucleo degli ammassi globulari. Poiché queste sono tra le regioni a più alta densità stellare conosciute (ad esempio, il centro dell'ammasso globulare 47 Tucanae contiene 4000 stelle per anno luce cubo) la probabilità di collisioni ed incontri ravvicinati tra queste è più alta che altrove.

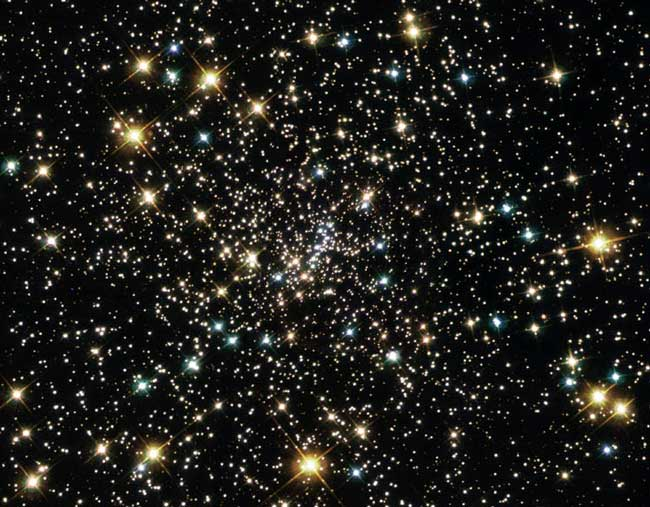
Stelle vagabonde blu in NGC 6397

Un modo di verificare questa ipotesi è di studiare la pulsazione di stelle vagabonde blu che siano anche variabili. Le loro proprietà asterosismiche potrebbero essere significativamente diverse da quelle delle normali stelle pulsanti di massa e luminosità simile. Sfortunatamente, la misura di queste pulsazioni è molto difficile, data la scarsità di stelle vagabonde blu, la bassissima ampiezza fotometrica delle loro pulsazioni, e il campo stellare molto affollato dove spesso si trovano. Alcune stelle di questa tipologia sono state identificate tramite la misurazione di oscillazioni simili a quelle solari nell'ammasso aperto NGC 6819, grazie alla elevata precisione fotometrica del satellite spaziale NASA Kepler. Le loro caratteristiche asterosismiche forniscono valori di massa ben superiori al punto di turnoff dell'ammasso.
Con l'aiuto di osservazioni spettroscopiche fatte in Cile con il Very Large Telescope (VLT), è stato possibile studiare gli elementi chimici presenti nell'atmosfera di 43 stelle di questo tipo, e si è scoperto che alcune di queste hanno meno carbonio e meno ossigeno in confronto alla popolazione dominante. Ciò significa che nuova materia, in tempi relativamente recenti, è affiorata a causa di eventi catastrofici, come la collisione di stelle o scambi di materia subfotosferica fra due stelle vicine che si scambiano parte della propria massa. In particolare è la stella più massiccia delle due che si evolve per prima e nella fase di espansione riempie il suo lobo di Roche. A questo punto essa cede parte della sua massa alla compagna inizialmente più piccola che può quindi iniziare una nuova sequenza evolutiva, apparendo di fatto più giovane del resto dell'ammasso.
Protagonista di questo riuscito progetto è stato lo spettrografo FLAMES/Giraffe montato sul VLT, che ha permesso lo studio di 130 stelle contemporaneamente.